# 帕納甲鯰
帕納甲鯰，為輻鰭魚綱鯰形目甲鯰科的其中一種，為熱帶淡水魚，分布於南美洲巴西東北部及法屬圭亞那沿岸淡水流域，體長可達16公分，棲息在沙底質溪流底層水域，生活習性不明。

## 扩展阅读
維基物種上的相關：帕納甲鯰